# Pegomya solennis
Pegomya solennis es una especie de díptero del género Pegomya, tribu Pegomyini, familia Anthomyiidae. Fue descrita científicamente por Meigen en 1826.
Se distribuye por toda Europa, excepto en la península ibérica y Córcega. Afecta gravemente a plantas del género Rumex, Oxyria, Emex, Persicaria, entre muchas otras.